# Lucapina eolis
Lucapina eolis is een slakkensoort uit de familie van de Fissurellidae. De wetenschappelijke naam van de soort is voor het eerst geldig gepubliceerd in 1945 door Pérez Farfante.